# Аристомен
Аристомен (грец. Αριστομένης) — ватажок Мессенії, відзначився надзвичаною хоробрістю під час Другої Мессенської війни, яка власне, і була викликана його обуренням на утиски, яким спартанці піддавали мессенців.
Уже в першій битві під Дерахе він боровся з такою мужністю, що мессенці хотіли обрати його царем, але він волів стати тільки їх вождем. Аристомен тричі потрапляв у полон до спартанців, але кожен раз чудом рятувався. Після закінчення війни, не побажавши узяти участі у переселенні на Сицилію, вирушив на острів Родос, щоб звідти просити допомоги у лікійців і мідян, але, не здійснивши своїх намірів, помер у родоському місті Іалісі, де по смерті його вшанувал як героя.